# Paula Penacca
Paula Andrea Penacca (Zárate, Buenos Aires, Argentina, 24 de julio de 1981) es una política y dirigente social elegida legisladora de la Ciudad de Buenos Aires en las elecciones del 23 de octubre de 2011. Asumió su cargo el 12 de diciembre de 2013, tras la renuncia de su compañero Alejandro Amor, que asumió como Defensor del Pueblo en marzo de 2014.
Diputada nacional desde 2019.

## Biografía
Nació en la localidad de Zárate, provincia de Buenos Aires, pero desde los 5 años reside en la Ciudad de Buenos Aires. .
Desde muy chica empezó a militar en los movimientos de desocupados, piquetes, y ollas populares. Desde hace más de 10 años trabaja en las villas del Sur de la Ciudad de Buenos Aires como militante de base. Aceleró su salto de lo social a lo político tras las crisis social y política de Argentina en 2001.

## Comisiones que integra
- Descentralización y Participación Ciudadana (presidente)[5]
- Educación, Ciencia y Tecnología
- Relaciones Interjurisdiccionales
- Seguridad
- Tránsito y Transporte
- Vivienda (vicepresidente 2.ª)

## Leyes presentadas en la legislatura
Ley de participación igualitaria de varones y mujeres en los órganos de decisión
Ley Nacional de asistencia del aborto no punible
Ley Nacional de Educación
Ley de uso del suelo y ordenamiento urbanístico
Ley de celiaquia
Creación del programa del protección integral a la niñez y a la adolescencia
Inclusión de la laicicidad en las escuelas públicas de la Ciudad.
Ley de Tarifa Social Solidaria